# Ostrikovac
Ostrikovac (izvirno srbsko Остриковац) je naselje v Srbiji, ki upravno spada pod Občino Ćuprija; slednja pa je del Pomoravskega upravnega okraja.

## Demografija
V naselju, katerega izvirno (srbsko-cirilično) ime je Остриковац, živi 480 polnoletnih prebivalcev, pri čemer je njihova povprečna starost 44,0 let (41,7 pri moških in 46,3 pri ženskah). Naselje ima 198 gospodinjstev, pri čemer je povprečno število članov na gospodinjstvo 2,90.
To naselje je, glede na rezultate popisa iz leta 2002, večinoma srbsko, a v času zadnjih treh popisov je opazno zmanjšanje števila prebivalcev.
|  |

| Demografija | Demografija     | Demografija     |
| Leto        | Št. prebivalcev | Št. prebivalcev |
| ----------- | --------------- | --------------- |
|             |                 |                 |
|             |                 |                 |
|             |                 |                 |
|             |                 |                 |
| 1948        | 838             |                 |
| 1953        | 963             |                 |
| 1961        | 906             |                 |
| 1971        | 852             |                 |
| 1981        | 746             |                 |
| 1991        | 697             | 661             |
| 2002        | 611             | 574             |
|             |                 |                 |

| Etnična sestava po popisu iz leta 2002 | Etnična sestava po popisu iz leta 2002 | Etnična sestava po popisu iz leta 2002 | Etnična sestava po popisu iz leta 2002 | Etnična sestava po popisu iz leta 2002 |
| -------------------------------------- | -------------------------------------- | -------------------------------------- | -------------------------------------- | -------------------------------------- |
| Srbi                                   | Srbi                                   |                                        | 558                                    | 97,21%                                 |
| Makedonci                              | Makedonci                              |                                        | 4                                      | 0,69%                                  |
| Črnogorci                              | Črnogorci                              |                                        | 3                                      | 0,52%                                  |
| Neznano                                | Neznano                                |                                        | 9                                      | 1,56%                                  |